# Karl Franz Klose
Karl Franz Klose (ur. 18 września 1897 w Kłodzku, zm. 19 czerwca 1984 w Bad Driburg), niemiecki fotograf.
Jego zdjęcia śląskiego krajobrazu zainspirowały Henryka Wańka do napisania powieści Finis Silesiae. W latach 1940–1944 pracował w Archiwum Dokumentacji Fotograficznej we Wrocławiu. Od roku 1949 Klose był fotografem w Landesbildstelle Münster i pozostawił m.in. kolekcję zdjęć Starego Miasta Ulm. Wydał dwa tomy zdjęć Śląska:
1. Śląskie krajobrazy - oryg. Die schlesische Landschaft. Zehnfach interessantes Land. 165 Meisteraufnahmen von Karl Franz Klose. Mit Worten von Arnold Ulitz, Ernst Schenke, Stefan Sturm, Hans Niekrawietz,1942, Schlesien-Verlag, Wrocław.
2. Beskidy - oryg. Deutsche Beskiden : 172 Meisteraufnahmen aus den 3 schlesischen Beskidenkreisen, 1945, Schlesien-Verlag. Wrocław.